# Martenskerk (Scharnegoutum)
De Martenskerk (Fries: Martenstsjerke) in Scharnegoutum is een kerkgebouw in de gemeente Súdwest-Fryslân in de Nederlandse provincie Friesland.

## Geschiedenis
De eerste steen voor het kerkgebouw van de Nederlandse Hervormde Kerk werd gelegd op 3 juni 1861 door Rinze Kijlstra, zoon van de predikant. De driezijdig gesloten zaalkerk werd gebouwd naar ontwerp van Meinse Molenaar. De half ingebouwde toren van drie geledingen heeft een ingesnoerde spits. Het orgel uit 1861 is gemaakt door Willem Hardorff met gebruik van delen van een orgel (1842) uit de oude kerk van P.J. Radersma. Het in 1979 gerestaureerde kerkgebouw is een rijksmonument.
Er wordt gekerkt door de Protestantse gemeente Scharnegoutum-Loënga c.a.

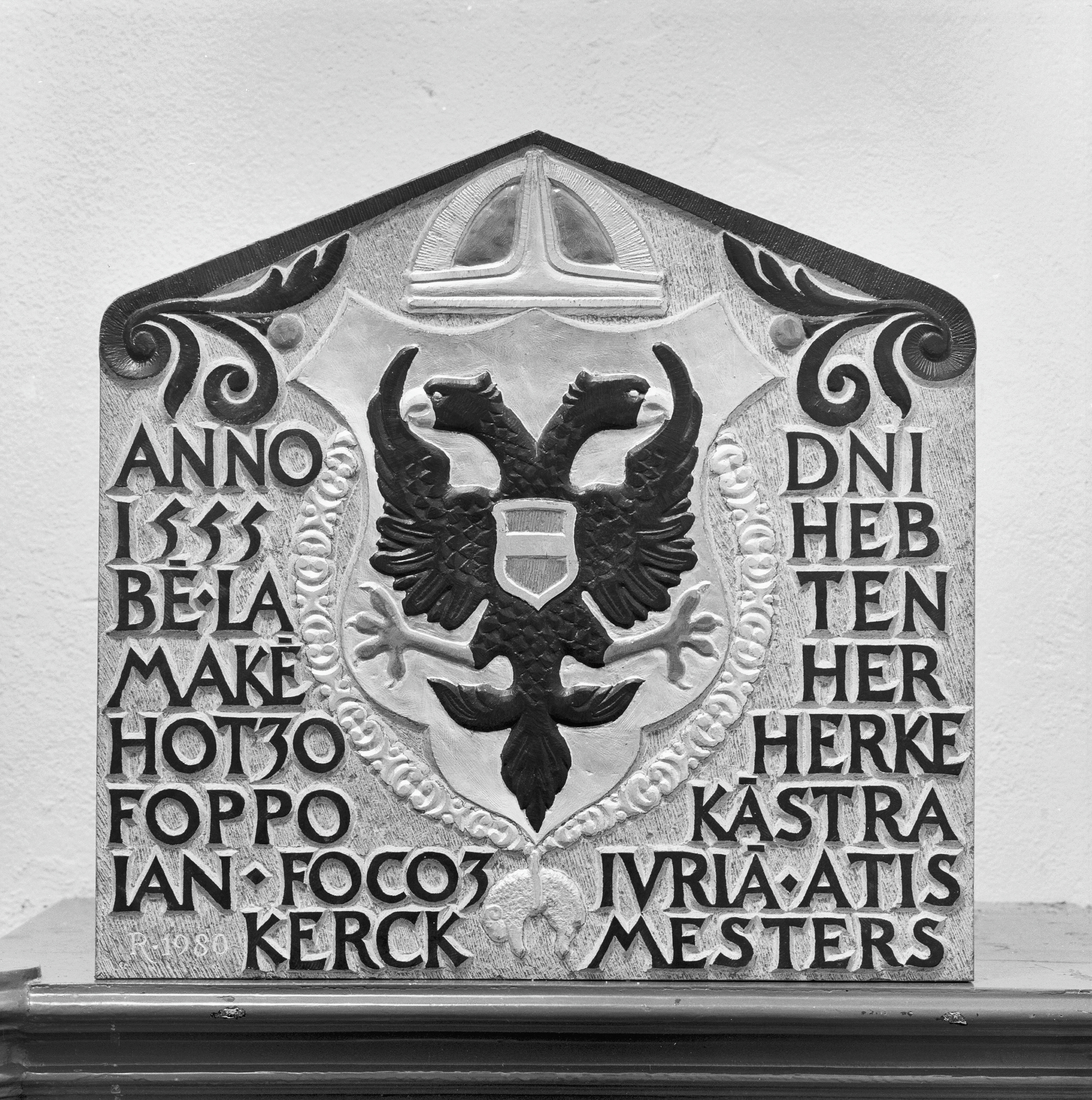
Gedenksteen
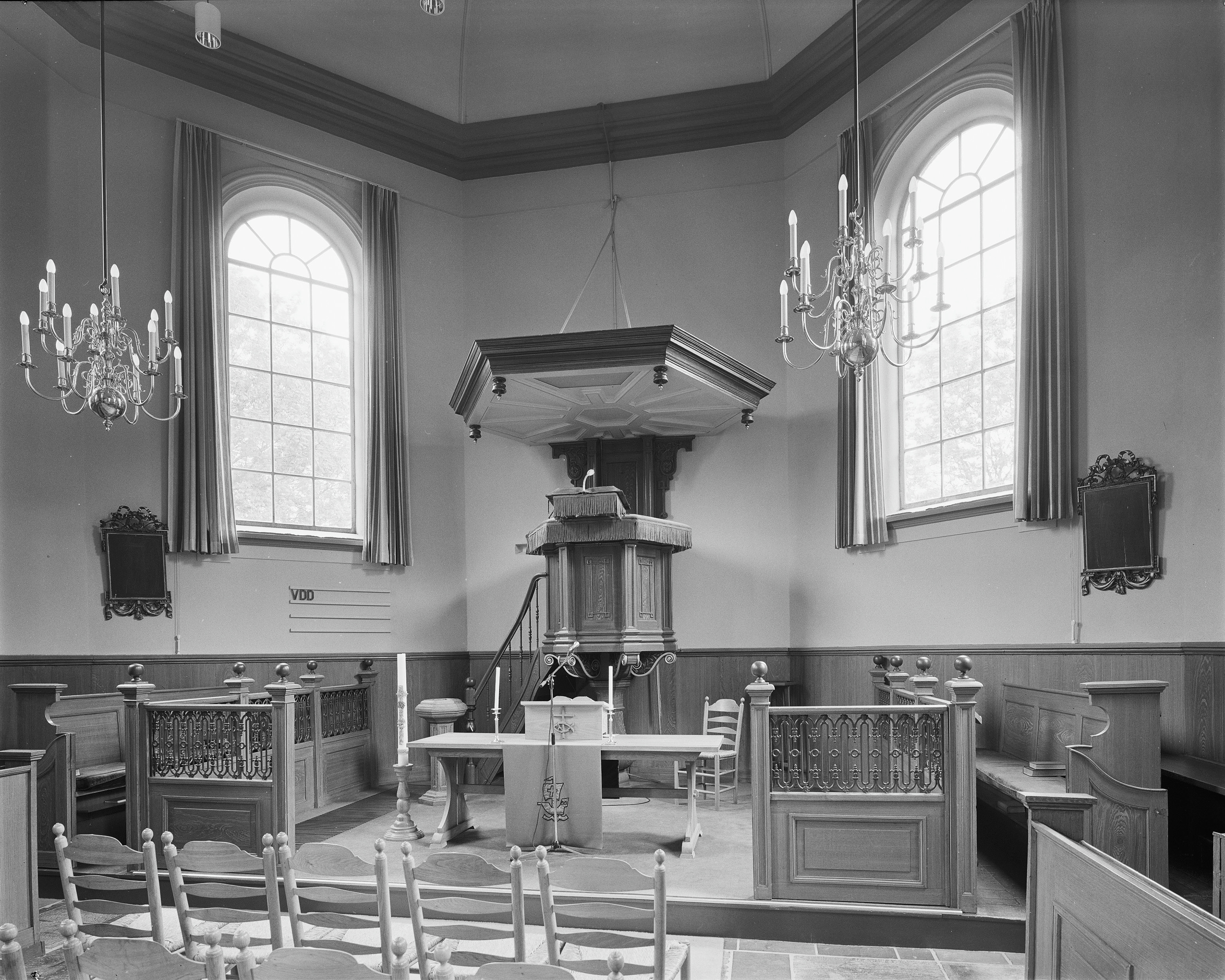
Interieur met preekstoel (19920
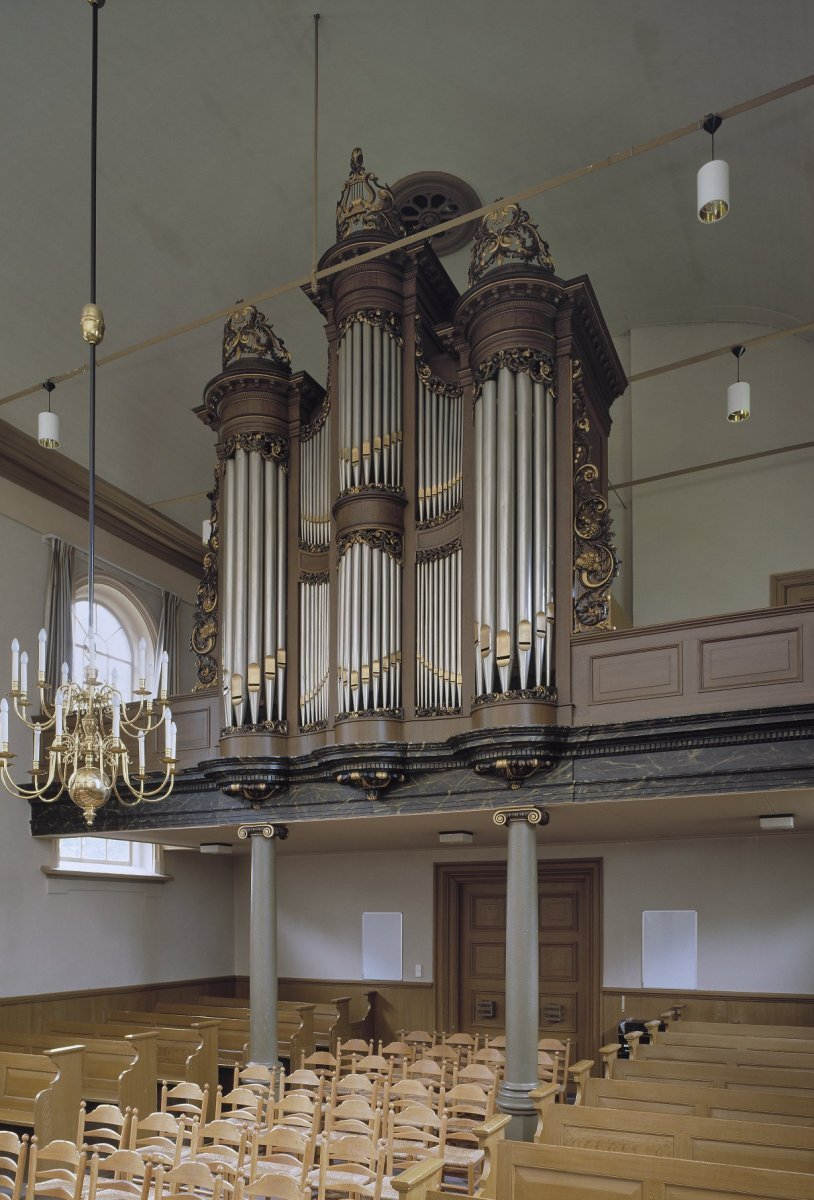
Interieur met orgel (2000)